# 寒河江市立図書館
寒河江市立図書館（さがえしりつとしょかん）は、山形県寒河江市にある公共図書館である。

## サービス
貸出サービスが、利用者カードを所持している人を対象に行なわれている。利用者カードは、寒河江市に在住・在勤・在学している人と、西村山郡に在住している世帯を対象に交付されている。同時に借りることのできる冊数は、図書や雑誌・紙芝居が8冊まで、大型絵本や視聴覚資料が2点である。また、これらの貸出期間は、視聴覚資料が1週間、大型絵本が2週間、それ以外が3週間と定められている。ただし、視聴覚資料の貸出は中学生以上の利用者に制限されている。
リクエストは市内在住者に限って、受け付けている。

### 開館時間と休館日
平日と土曜日の開館時間は冬季とそれ以外の季節で異なった時間が採用されている。
- 開館時間
  - 平日・土曜日
    - 3月 - 11月: 午前9時30分 - 午後7時30分
    - 12月 - 2月: 午前9時30分 - 午後6時30分

  - 日曜・祝日: 午前9時30分 - 午後5時
- 休館日
  - 第2・第4月曜日（ただし祝日にあたるときはその翌日）
  - 年末年始（12月29日 - 1月3日）
  - 特別整理日

## 施設概要
- 開架閲覧コーナー
- 児童コーナー
- ブックポスト
- たたみコーナー
- AVコーナー
- 展示ホール
- お話室
- 新聞・雑誌コーナー
- たたみコーナー
- 参考図書室